# Søren Hellerup
Søren Hellerup (født 28. april 1954 i København) er en dansk skuespiller, der efter nogle år i den danske teaterverden siden midten af 1980'erne primært har haft sit virke i udlandet.

## Karriere
Hellerup er uddannet skuespiller fra Statens Teaterskole i København i 1982. Han har bl.a. været tilknyttet Teatergruppen Masken, Jørgen Blaksted Tourneen og Nørrebros Teater.
Søren Hellerup videreuddannede sig i New York City i 1985 og har siden i New York og Los Angeles medvirket i en række teaterforestillinger, tv-serier, blandt andet "Scrubs", "Alias", Boston Legal og Gilmore Girls, og film, herunder The Babymakers (2012), Hector Babencos: "My Hindu Friend" med Willem Dafoe (2015) og "Bingo. The king of mornings" ("Bingo: O rei das manhãs") (2017). "Bingo: O rei das manhãs", er blevet udtaget til at repræsentere Brasilien for OSCAR 2018.
I 2013 flyttede Søren Hellerup til Sao Paulo i Brasilien, hvor han, udover roller i tv-serier og på film, også arbejder som sceneinstruktør og producer, primært med fokus på europæisk teater. Søren Hellerup havde bl.a. premiere på August Strindberg og Dorrit Willumsens "Den Stærkeste I & II" på CPHSTAGE International Theatre Festival i juni 2017 (med Adriana Lessa, Isabella Lemos og Daniel Calazans) og planlægger at kommer tilbage til CPHSTAGE i 2018 med sin brasilianske opsætning af Finn Methlings: "Rejsen til de grønne skygger". Søren Hellerup har også arbejdet på et stort antal TV serier og spillefilm i Brasilien produceret af bl.a. Rede Globo, O2 Filmes, Gullane Filmes, Boutique Filmes, Kinoscopio m.fl. Søren medvirker desuden på mange reklamefilm i Brasilien. I 2019 kom Søren tilbage til Europa, nu bosiddende i Portugal. Herfra har han filmet i Uruguay, Spanien, Portugal og også hjemme i Danmark med Isabella Eklofs 'Kalak' bygget over Kim Leines debutroman.